# Upsalonlampi
Upsalonlampi är en sjö i Finland. Den ligger i kommunen Sodankylä i landskapet Lappland, i den norra delen av landet, 800 km norr om huvudstaden Helsingfors. Upsalonlampi ligger 190 meter över havet. Arean är 14,7 hektar och strandlinjen är 2,66 kilometer lång. Sjön  ingår i Kemi älvs huvudavrinningsområde. 